# Fredag den 13. (filmserie)
 For alternative betydninger, se Fredag den 13. (flertydig). (Se også artikler, som begynder med Fredag den 13.)
Fredag den 13. (originaltitel Friday the 13th) er en amerikanske horrorfranchise af gyserfilm på 12 film udsendt i perioden 1980-2009, der også indeholder en TV-serie, tegneserievideospil og merchandise. Den første film blev lavet i 1979, og udgivet i biograferne i 1980. Serien har gjort filmenes hovedperson, den misdannede, hockeymaskebærende seriemorder Jason Voorhees, til et kultikon over hele verden. 
Filmserien omhandler primært den fiktive karakter Jason Voorhees, der druknede som en ung dreng på camp Crystal Lake pga. forsømmelighed fra de ansattes side. Årtier senere siges lejren af være "forbandet" og danner baggrund for en række mord. Jason er med i alle film som enten morder eller motivation for mordene. Den oprindelige film blev lavet, da filmskaber Sean S. Cunningham så, hvor stor en succes filmen Halloween (1978) var blevet.
Frank Mancuso Jr., en producer på filmene, skabte også TV-serien Friday the 13th: The Series efter at Paramount udgave Jason Lives. TV-serien var dog ikke forbundet til filmene, da hverken Jason eller andre karakterer optrådte, men var baseret på idéen om "uheld og forbandelser".

## Filmene
Paramount Pictures
- Fredag den 13. (1980)
- Fredag den 13. - Del II (1981)
- Fredag den 13. - Del III: 3D (1982)
- Fredag den 13. - Del IV: Sidste kapitel (1984)
- Fredag den 13. - Del V: Det begynder igen (1985)
- Fredag den 13. - Del VI: Jason lever (1986)
- Fredag den 13. - Del VII: New Blood (1988)
- Fredag den 13. - Del VIII: Jason indtager Manhattan (1989)
- Fredag den 13. - Del IX: Jason Goes to Hell - The Final Friday (1993)
- Jason X Fredag den 13 - Del X: Jason X (2001)
- Freddy vs. Jason (2003)
- Fredag den 13. (2009)